# Zamajdanie (województwo lubelskie)
Zamajdanie – kolonia w Polsce położona w województwie lubelskim, w powiecie kraśnickim, w gminie Wilkołaz.
W latach 1975–1998 miejscowość położona była w województwie lubelskim.